# Tiberio d'Agde
Tiberio d'Agde (... – Agde, 303) è stato un martire durante le persecuzioni di Diocleziano insieme a san Modesto ed a santa Fiorenza; è venerato come santo dalla Chiesa cattolica.

## Agiografia
Di Tiberio si sa ben poco. Il culto di san Tiberio fu molto diffuso nei secoli scorsi in varie città francesi da Fréjus a Marsiglia ad Arles, Narbonne, Bordeaux.
L'Abbazia di Marchtal nel Baden-Württemberg in Germania, asseriva un tempo di avere la reliquia del capo di Tiberio, per cui nella regione si diffuse molto il culto del santo e sempre in Germania, nel 1896, uscì un libro di G. Knauff dove erano raccontate le leggende relative a 30 miracoli che sarebbero avvenuti a Marchtal per intercessione di Tiberio martire.
I resti sono conservati nel borgo di Saint-Thibéry  nel dipartimento dell'Hérault in Francia.
Secondo la riforma del Martyrologium Romanum del 2001 il giorno ufficiale in cui si venera san Tiberio, martire in Agde, è il 10 novembre, ma anticamente veniva ricordato il 10 ottobre, insieme a san Modesto ed a santa Fiorenza.